# Zonde (Aaron Blommaert)
Zonde is de debuutsingle van de Belgische zanger Aaron Blommaert. Het nummer werd in mei 2023 uitgebracht in België en werd een grote radio-hit. Het nummer werd gekozen als MNM-Big Hit, en kwam een week later binnen op plaats 14 in de Ultratop 50. Mede dankzij de vele radio en tv-performances en airplay van verschillende radiozenders, piekte het nummer op plaats 8 midden augustus. Aaron verkreeg een nominatie voor de Radio 2 Zomerhit

## Personeel
- Aaron Blommaert: leadstem
- Holger Schwedt: bas, synthesizer en drums
- Miguel Wiels: synthesizer
- Stijn Tondeleir: gitaar, bas, synthesizer en drums
- Sander Rozeboom: gitaar
- Sam Bombeeck: synthesizer en drums

## Hitnoteringen

### Ultratop 50 Vlaanderen
| Positie: | 14 | 10 | 25 | 14 | 17 | 20 | 27 | 11 | 23  | 17 | 24 | 25 | 21 | 12 | 8 | 18 |
| Week:    | 17 | 18 | 19 | 20 | 21 | 22 | 23 | 24 |     |    |    |    |    |    |   |    |
| Positie: | 18 | 19 | 19 | 22 | 26 | 28 | 27 | 33 | uit |    |    |    |    |    |   |    |